# Tartu konsthögskola
Tartu konsthögskola (estniska: Tartu Kõrgem Kunstikool) är en konsthögskola i Tartu i Estland.
Tartu konsthögskola grundades år 2000. Den har sina rötter i Pallas konsthögskola, som grundades 1919 och 1944 efterträddes av Estniska statliga konstinstitut till 1951. Detta blev sedan en filial till det statliga konstinstitutet i Tallinn till 1955.
Tartu konsthögskola är också nära förbunden med Tartu konstskola, bland annat genom att en stor del av Tartu konstskolas elever fortsätter studier vid Tartu konsthögskola. De ligger bredvid varandra och delar i viss utsträckning lärarresurser och lokaler. 
Konsthögskolan har sedan 2009 utställningslokaler i form av Galleri Noorus.